# Caluire Football féminin 1968
 (juillet 2017).
Si vous disposez d'ouvrages ou d'articles de référence ou si vous connaissez des sites web de qualité traitant du thème abordé ici, merci de compléter l'article en donnant les références utiles à sa vérifiabilité et en les liant à la section « Notes et références ».
 (août 2025).
Motif : strictement aucune source secondaire depuis 2017. Page semble t-il parasitée par le club qui doit confondre site personnel et encyclopédie. PUB
- Archive Wikiwix
- Bing
- Cairn
- DuckDuckGo
- E. Universalis
- Gallica
- Google
- G. Books
- G. News
- G. Scholar
- Persée
- Qwant
- (zh) Baidu
- (ru) Yandex
- (wd) trouver des œuvres sur Wikidata

| 1. | Préciser le motif de la pose du bandeau. | Précisez le motif de la pose du bandeau en utilisant la syntaxe suivante : {{admissibilité à vérifier\|date=août 2025\|motif=remplacez ce texte par le motif}}                                     |
| 2. | Informer les utilisateurs concernés.     | Pensez à avertir le créateur de l'article, par exemple, en insérant le code ci-dessous sur sa page de discussion : {{subst:avertissement admissibilité à vérifier\|Caluire Football féminin 1968}} |

Maillots
Le Caluire Football féminin 1968 est un club de football féminin français basé à Caluire-et-Cuire et fondé en 1968 en tant que section féminine du Caluire Saint-Clair Sporting Club dont le club se sépare en 2011.
Les Caluirardes font partie des seize équipes qui ont fondé la Division 1 en 1974, où elles vont évoluer pendant 17 ans avec une exception lors de la saison 1975-1976. Plusieurs fois sur le devant de la scène nationale, le club va finir par connaître la seconde division en 1992, puis va faire le yoyo entre les deux divisions jusqu'en 2002, décrochant deux titres de seconde division avant de descendre en troisième division puis en Division d'Honneur du Rhône-Alpes en 2004.
A l'issue de la saison 2020/2021, le club obtient pour trois années le label Jeunes FFF Feminines niveau Argent.
Durant la saison 2021/2022, le club compte environ 160 licenciées. Et l'équipe fanion du club, entraînée par Gabriel Réolid, participe à la Régionale 1 de la Ligue Auvergne Rhône Alpes et évolue au stade Terre des Lièvres.

## Histoire
Le club est fondé le 1er mai 1968 par une jeune Alsacienne, Christine Tschopp qui sera plus tard capitaine de l'équipe de France. À la base de cette fondation, la constitution d'une équipe de copines à l'occasion d'une fête locale. On trouve là notamment Marie-Renée Thievon et Catherine Miot. Sous la direction de l'entraîneur Tom Di Vito, les progrès sont rapides. Caluire gagne ainsi le doublé championnat-coupe en Ligue du Lyonnais en 1971-72, le championnat en 1972-73 puis un nouveau doublé en 1973-74. Ces belles performances leur ouvrent les portes du championnat de France dès la première édition, en 1974-75.

## La saison 2019/2020
Au sortir de la coupe du monde de football féminin 2019 en France, les effectifs du CFF 1968 avoisinent les 200 licenciées. Cette saison est marquée par l'interruption de toutes activités sportives liées à la crise sanitaire du Covid 19 mi-mars 2020.
Néanmoins, l'équipe fanion, auteure d'une première partie de saison réussie, accède à la Régionale 1, après 3 années en Régionale 2.
L'équipe réserve, engagée en Départementale 1, finit 2ème et perd la finale de la coupe Vial aux tirs au but contre l'Olympique de Vaulx-Velin (2-2 à la fin du temps réglementaire).
Les U18 évoluent en Régionale 1 et les U15 en championnat départemental.
Les U13 commencent la saison avec une équipe engagée en championnat U13 masculin. Lors de la 2ème phase, le district de Lyon et du Rhône de Football crée le 1er championnat U13 exclusivement féminin. Une équipe 2 y participe avec un bilan de 2 victoires et 1 nul avant que la pandémie ne vienne couper l'élan.
Les U11 participent au championnat U11 masculin.

## La saison 2020/2021
Comme beaucoup, le CFF 1968 est fortement touché par la crise sanitaire. A la reprise en septembre 2020, les effectifs ont fondu, et plus particulièrement les catégories jeunes. L'arrêt brutal des entraînements et compétitions en mars 2020 n'ont pas permis de fidéliser les jeunes filles.
Et les restrictions dès novembre 2020 n'aideront pas. Tous les championnats sont suspendus puis annulés.
Au confinement de novembre 2020, succèdent les couvre-feux. Les entraînements de football sont autorisés sous certaines conditions. Les dirigeants et éducteurs du CFF 1968 s'adaptent au mieux pour permettre aux licenciées de s'entraîner une à deux fois par semaine leur permettant de continuer leur progression tout en prenant plaisir.
Ainsi lorsque les rencontres sont à nouveau autorisées en mai 2021, les équipes se distinguent lors de rencontres amicales ou bien tournois.
A l'issue de la saison, le club obtient pour trois années le label Jeunes FFF Feminines niveau Argent.

## La saison 2021/2022
Le travail effectué durant la période de confinement lors de la saison 2020/2021 combiné à l'investissement auprès des écoles de Caluire pour permettre le développement du football féminin influencent positivement les effectifs. Fin novembre 2021, le club compte environ 160 licenciées.
Le club compte deux équipes au niveau régional : les équipes 1 séniores et U18 évoluent en Régionale 1. Les équipes 2 ferraillent quant à elles en départementale 1.
Les U15 participent au championnat départemental U15F à 8 et finissent la première phase à la 4ème place (sur 9). Lors de la deuxième phase, elles devraient participer au tout nouveau championnat U15F à 11.
Les U14 jouent dans le championnat U13 Masculin.
L'équipe U13, constituée de U11, U12 et U13, participe au championnat U13 Féminin.
L'équipe U9, constituée de U8, U9 et U10, participe au championnat U9 Masculin.
L'équipe U7 (U6 et U7) participe aux festifoot.

## Palmarès
Le palmarès du Caluire FF 1968 comporte deux championnat de France de deuxième division.
Le tableau suivant liste le palmarès du club actualisé à l'issue de la saison 2011-2012 dans les différentes compétitions officielles au niveau national et régional.
| Compétitions nationales | Compétitions régionales     | Compétitions départementales                                                                         |
| - Championnat de France - Vice-championnes : 1977. - Championnat de France de D2 (2) - Championnes : 1996, 1998. - Vice-championnes : 2001. | Votre aide est la bienvenue | - U15F - Championnes : 2018. - U18F - Championnes D1 : 2024. - Vainqueurs de la coupe du DLR : 2024. |

## Bilan saison par saison
Le tableau suivant retrace le parcours du club depuis 1971, sous la dénomination de Caluire SCSC, puis de Caluire FF 1968 depuis 2011.
| Édition   | Division 1             | Division 2                     | Division 3             | Régionale 1 (ex-DH) | Régionale 2                         | Coupe de France           |
| 1971-1972 | Championnat inexistant | Championnat inexistant         | Championnat inexistant | 1er                 | Championnat inexistant              | Coupe inexistante         |
| 1972-1973 | Championnat inexistant | Championnat inexistant         | Championnat inexistant | 1er                 | Championnat inexistant              | Coupe inexistante         |
| 1973-1974 | Championnat inexistant | Championnat inexistant         | Championnat inexistant | 1er                 | Championnat inexistant              | Coupe inexistante         |
| 1974-1975 | 1/4 de finale          | Championnat inexistant         | Championnat inexistant | -                   | Championnat inexistant              | Coupe inexistante         |
| 1975-1976 | -                      | Championnat inexistant         | Championnat inexistant | …                   | Championnat inexistant              | Coupe inexistante         |
| 1976-1977 | Finaliste              | Championnat inexistant         | Championnat inexistant | -                   | Championnat inexistant              | Coupe inexistante         |
| 1977-1978 | Demi-finaliste         | Championnat inexistant         | Championnat inexistant | -                   | Championnat inexistant              | Coupe inexistante         |
| 1978-1979 | 1/4 de finale          | Championnat inexistant         | Championnat inexistant | -                   | Championnat inexistant              | Coupe inexistante         |
| 1979-1980 | Premier Tour           | Championnat inexistant         | Championnat inexistant | -                   | Championnat inexistant              | Coupe inexistante         |
| 1980-1981 | Premier Tour           | Championnat inexistant         | Championnat inexistant | -                   | Championnat inexistant              | Coupe inexistante         |
| 1981-1982 | Demi-finaliste         | Championnat inexistant         | Championnat inexistant | -                   | Championnat inexistant              | Coupe inexistante         |
| 1982-1983 | 5e (Gr. B)             | -                              | Championnat inexistant | -                   | Championnat inexistant              | Coupe inexistante         |
| 1983-1984 | 2e (Gr. A)             | -                              | Championnat inexistant | -                   | Championnat inexistant              | Coupe inexistante         |
| 1984-1985 | 3e (Gr. C)             | -                              | Championnat inexistant | -                   | Championnat inexistant              | Coupe inexistante         |
| 1985-1986 | 3e (Gr. C)             | -                              | Championnat inexistant | -                   | Championnat inexistant              | Coupe inexistante         |
| 1986-1987 | 3e (Gr. B)             | Championnat inexistant         | Championnat inexistant | -                   | Championnat inexistant              | Coupe inexistante         |
| 1987-1988 | 7e (Gr. B)             | Championnat inexistant         | Championnat inexistant | -                   | Championnat inexistant              | Coupe inexistante         |
| 1988-1989 | 5e (Gr. B)             | Championnat inexistant         | Championnat inexistant | -                   | Championnat inexistant              | Coupe inexistante         |
| 1989-1990 | 5e (Gr. A)             | Championnat inexistant         | Championnat inexistant | -                   | Championnat inexistant              | Coupe inexistante         |
| 1990-1991 | 5e (Gr. A)             | Championnat inexistant         | Championnat inexistant | -                   | Championnat inexistant              | Coupe inexistante         |
| 1991-1992 | 6e (Gr. A)             | Championnat inexistant         | Championnat inexistant | -                   | Championnat inexistant              | Coupe inexistante         |
| 1992-1993 | -                      | 2 ( Gr A )                     | Championnat inexistant | …                   | Championnat inexistant              | Coupe inexistante         |
| 1993-1994 | -                      | 2 ( Gr B )                     | Championnat inexistant | …                   | Championnat inexistant              | Coupe inexistante         |
| 1994-1995 | -                      | Champion                       | Championnat inexistant | -                   | Championnat inexistant              | Coupe inexistante         |
| 1995-1996 | 6e                     | -                              | Championnat inexistant | -                   | Championnat inexistant              | Coupe inexistante         |
| 1996-1997 | 11e                    | -                              | Championnat inexistant | -                   | Championnat inexistant              | Coupe inexistante         |
| 1997-1998 | -                      | Champion                       | Championnat inexistant | -                   | Championnat inexistant              | Coupe inexistante         |
| 1998-1999 | 6e                     | -                              | Championnat inexistant | -                   | Championnat inexistant              | Coupe inexistante         |
| 1999-2000 | 10e                    | -                              | Championnat inexistant | -                   | Championnat inexistant              | Coupe inexistante         |
| 2000-2001 | -                      | 1er (Gr. B) 2e (Tournoi Final) | Championnat inexistant | -                   | Championnat inexistant              | Coupe inexistante         |
| 2001-2002 | 12e                    | -                              | Championnat inexistant | -                   | Championnat inexistant              | 16e de finale             |
| 2002-2003 | -                      | 9e (Gr. B)                     | -                      | -                   | Championnat inexistant              | non connu                 |
| 2003-2004 | -                      | -                              | 10e (Gr. C)            | -                   | Championnat inexistant              | non connu                 |
| 2004-2005 | -                      | -                              | -                      | …                   | Championnat inexistant              | non connu                 |
| 2005-2006 | -                      | -                              | -                      | …                   | Championnat inexistant              | non connu                 |
| 2006-2007 | -                      | -                              | -                      | …                   | Championnat inexistant              | non connu                 |
| 2007-2008 | -                      | -                              | -                      | 4e                  | -                                   | non connu                 |
| 2008-2009 | -                      | -                              | -                      | 4e                  | -                                   | non connu                 |
| 2009-2010 | -                      | -                              | -                      | 3e                  | -                                   | non connu                 |
| 2010-2011 | -                      | -                              | Championnat inexistant | 3e                  | -                                   | 32e de finale             |
| 2011-2012 | -                      | -                              | Championnat inexistant | 6e                  | -                                   | 1er Tour Fédéral          |
| 2012-2013 | -                      | -                              | Championnat inexistant |                     | -                                   | 1er Tour Fédéral          |
| 2013-2014 | -                      | -                              | Championnat inexistant |                     | -                                   | 1er Tour Fédéral          |
| 2014-2015 | -                      | -                              | Championnat inexistant | 5e                  | -                                   | phase régionale           |
| 2015-2016 | -                      | -                              | Championnat inexistant | non connu           | -                                   | non connu                 |
| 2016-2017 | -                      | -                              | Championnat inexistant | 12ème               | -                                   | non connu                 |
| 2017-2018 | -                      | -                              | Championnat inexistant | -                   | non connu                           | non connu                 |
| 2018-2019 | -                      | -                              | Championnat inexistant | -                   | non connu                           | non connu                 |
| 2019-2020 | -                      | -                              | Championnat inexistant | -                   | 1ère (gr B) - interrompu - covid 19 | non connu                 |
| 2020-2021 | -                      | -                              | Championnat inexistant | annulé - covid 19   | -                                   | -                         |
| 2021-2022 | -                      | -                              | Championnat inexistant | 9ème                | -                                   | 4ème tour phase régionale |
| 2022-2023 | -                      | -                              | -                      | -                   | 3ème                                | 4ème tour phase régionale |
| 2023-2024 | -                      | -                              | -                      | -                   | en cours                            | 2ème tour phase régionale |

## Logos du CFF 1968
| 2011 | 2017 | 2021 |
|      |      |      |